# Eutrichosiphum neotattakanum
Eutrichosiphum neotattakanum är en insektsart. Eutrichosiphum neotattakanum ingår i släktet Eutrichosiphum och familjen långrörsbladlöss. Inga underarter finns listade i Catalogue of Life.